# Tantilla johnsoni
Espèce
Statut de conservation UICN

 DD  : Données insuffisantes
Tantilla johnsoni  est une espèce de serpents de la famille des Colubridae.

## Répartition
Cette espèce est endémique du Sud-Est du Chiapas au Mexique.

## Étymologie
Cette espèce est nommée en l'honneur de Jerry Douglas Johnson,.

## Publication originale
- Wilson, Vaughn & Dixon, 1999 : Another new species of Tantilla of the taeniata group from Chiapas, Mexico. Journal of Herpetology, vol. 33, no 1, p. 1-5.